# Чейз-Данн, Кристофер
Кристофер Чейз-Данн (англ. Christopher (Chris) K. Chase-Dunn; род. 10 января 1944, Корваллис, Орегон) — американский социолог, заслуженный профессор Калифорнийского университета в Риверсайде, директор там IROWS (Institute for Research on World-Systems). Прежде профессор Университета Джонса Хопкинса (по 2000 год).
Феллоу Американской ассоциации содействия развитию науки (2001).

## Биография и исследования
Изучал журналистику в Shasta College. В 1966 в Калифорнийском университете в Беркли получил степень бакалавра психологии, а в 1968 в Стэнфорде — магистра социологии.
Докторскую степень в той же специализации получил в последнем в 1975 году. С того же года ассистент-, с 1983 ассоциированный, в 1988—2000 профессор (кафедры социологии) Университета Джонса Хопкинса. С 2000 года заслуженный профессор кафедры социологии Калифорнийского университета в Риверсайде и директор IROWS (Institute for Research on World-Systems), с того же года.
В 2002 избран президентом экономико-социального исследовательского комитета International Sociological Association.
В 2008 стал заслуженным старшим ученым секции международной политэкономии International Studies Association. Занимается исследованиями транснациональных социальных движений. Проф. Уолтер Л. Голдфранк отмечал, что "вклад профессора Чейз-Данна в назревший и продолжающийся пересмотр марксистской теории заслуживает высокой оценки". Он также занимался развитием теории мир-систем Иммануила Валлерстайна.
В 2014 получил Distinguished Career Award от секции American Sociological Association. А в 1992 — Distinguished Publication Award.
Редактор-основатель Journal of World-Systems Research (1994-2000; соредактор в 2000-2007).
Автор Global Conflict in the Future. Также автор The Spiral of Capitalism and Socialism (с Terry Boswell), Rise and Demise: Comparing World-Systems (с Thomas D. Hall; New Perspectives in Sociology Series: 
Charles Tilly and Scott McNall, series eds. Boulder, Colorado: Westview Press, 1997) {Рец. Wayne Bledsoe}, Social Change: Globalization from the Stone Age to the Present (с Bruce Lerro), The Wintu and Their Neighbors (с Kelly Mann). Публиковался в Canadian Review of Sociology, American Sociological Review, Politics and Society. Среди других работ:
- Chase-Dunn, Christopher and Thomas D. Hall. 2011. “East – West in World-Systems Evolution.” Pp. 92-119 in Andre Gunder Frank and Global Development: Visions, Remembrances and Explorations. Edited by Patrick Manning and Barry K. Gills[англ.]. London: Routledge.
- Global Struggles and Social Change: From Prehistory to World Revolution in the Twenty-First Century (Baltimore: Johns Hopkins University Press, 2020)[13].

Женат.